# Jimmy Cooks
Jimmy Cooks is een nummer van de Canadese rapper Drake uit 2022, in samenwerking met de Britse rapper 21 Savage. Het is de tweede en laatste single van Honesty Nevermind, het zevende studioalbum van Drake.
"Jimmy Cooks" gaat over Drake's vorige carrière als acteur. In de tekst zitten verwijzingen naar onder andere Shaquille O'Neal en Kobe Bryant, en naar de klap die Will Smith aan Chris Rock uitdeelde bij de Academy Awards. De titel werd geïnspireerd uit het Degrassi: The Next Generation-personage Jimmy Brooks. Het nummer werd in diverse landen een hit en bereikte de nummer 1-positie in Drake's thuisland Canada, terwijl het in 21 Savage's thuisland het Verenigd Koninkrijk de 7e positie bereikte. In Nederland was het nummer minder succesvol met een 18e positie in de Tipparade.

## Tracklijst
- Muziekdownload

1. "Jimmy Cooks" - 3:38